# Chile nos Jogos Olímpicos de Verão de 1948
O Chile participou dos Jogos Olímpicos de Verão de 1948 na cidade de Londres, no Reino Unido. Nessa edição dos jogos o país não teve medalhistas.